# 镥化合物
镥化合物是镥（Lu）形成的化合物，它在化合物里常以+3价的形式存在。由于Lu3+无未偶电子，在200~1000 nm内无吸收带，其离子为无色。镥可归为钇组元素，其化合物的溶解性与组内其它元素相似，如卤化物（氟化物除外）、硝酸盐、乙酸盐可溶于水，甲酸盐有中等溶解度、碳酸盐和草酸盐难溶于水，但可溶于含该阴离子的溶液中。在镥配合物中，八配位的化合物最为常见，配位数其次为9、6、7的有较多文献报道。

## 二元化合物

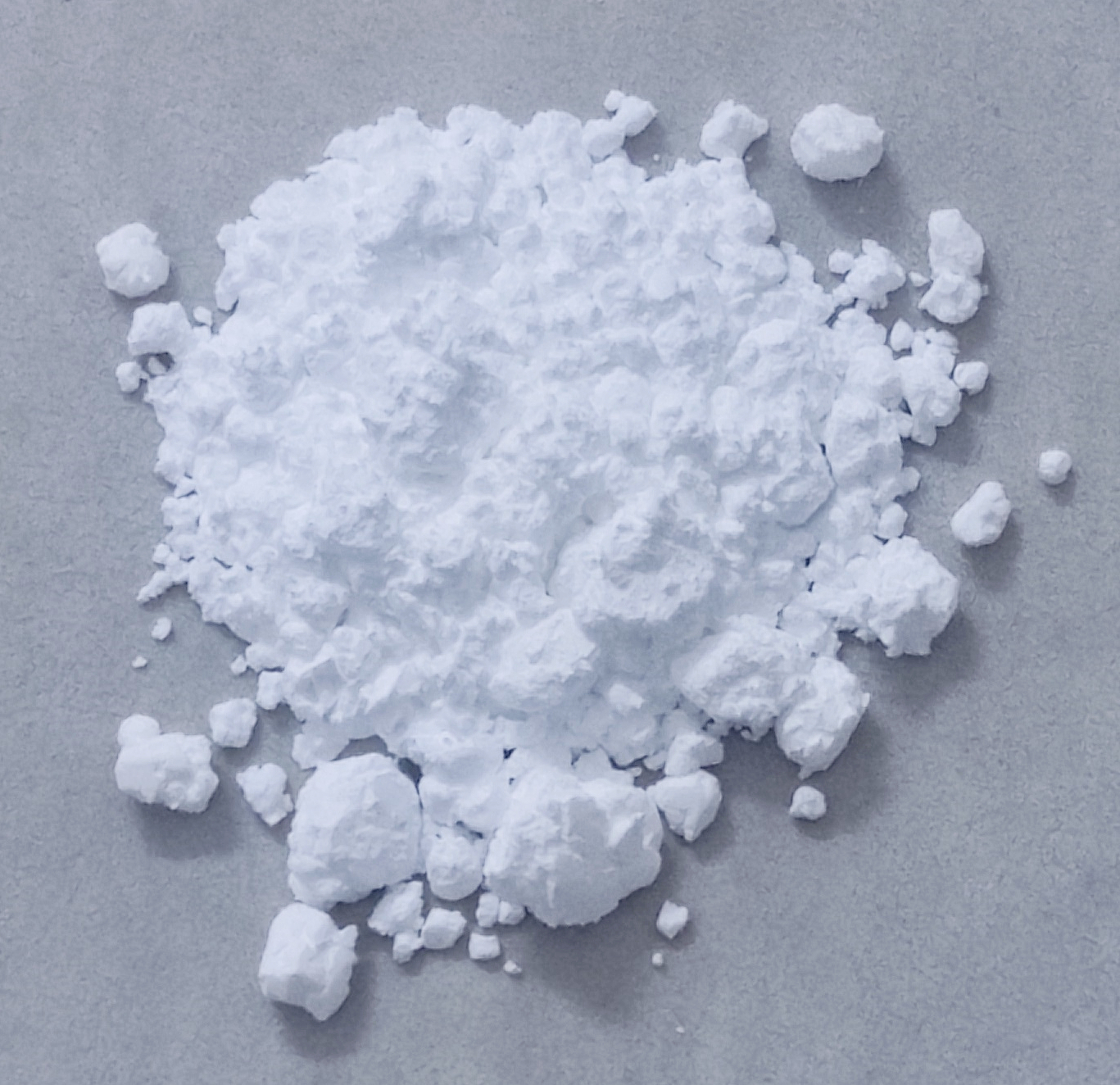
氧化镥是难溶于水、可溶于强酸的白色固体。

镥的三卤化物（LuX3）除了氟化镥难溶于水外，其余都是极易潮解的固体。氟化镥可由硝酸镥的95%乙醇溶液和40%氢氟酸反应制得，其余无水卤化物可由卤化铵或氯化亚砜对水合卤化物脱水，或和氧化镥反应得到：
Lu(NO3)3 + 3 HF → LuF3↓ + 3 HNO3
LuCl3·6 H2O + 6SOCl2 → LuCl3 + 6 SO2↑ + 12 HCl↑
Lu2O3 + 6NH4Cl → 2 LuCl3 + 3 H2O + 6 NH3
氧化镥可由镥的含氧酸盐（硝酸盐、碳酸盐、草酸盐等）热分解得到。其它硫属化物则可通过相应的硫属化氢和氧化镥或无水氯化镥反应得到，或通过单质化合制得。

## 多元化合物
向可溶性镥盐的水溶液中加入氨水或氢氧化物，可以沉淀出氢氧化镥（Lu(OH)3），六方的氢氧化镥加热脱水，得到单斜的氢氧化氧镥（LuO(OH)），进一步加热分解为氧化镥（Lu2O3）。三卤化镥水解可以得到LuOX（X=Cl, Br, I）。氯化镥、氯化铯、镥和碳在高温反应，可以得到Lu2Cl2C。

## 配位化合物

### 含氧配体配合物

乙酰丙酮镥(III)分子中，乙酰丙酮阴离子作为配体和镥(III)配位

三价镥和水可以形成诸如[Lu(OH2)n]3+的配离子，镥的高氯酸盐、三氟甲磺酸盐等均可以水合物的形式存在。醚（R2O）也是常见的含氧配体，如氯化镥和三甲基硅基甲基锂在含四氢呋喃（THF）的溶剂中反应，可以得到Lu(CH2SiMe3)3(THF)2。

### 含氮配体配合物
[LuI2(HOiPr)4]I溶解在吡啶-四氢呋喃中，得到黄色的[LuI(OiPr)(py)5]I。LuI3直接溶于吡啶-四氢呋喃中，可以得到黄色的[LuI2(py)5]I。这两个化合物中吡啶均以氮原子与镥配位。硝酸镥在干燥的乙腈中和2,2':6',2''-三联吡啶（terpy）结晶，可以得到无色的[Lu(terpy)(NO3)3]，其中三联吡啶的氮原子和硝酸根的氧原子与镥配位。

### 书籍
- 无机化学丛书. 第七卷 钪 稀土元素. 科学出版社.